# سونی اریکسون کا۳۰۰
سونی اریکسون کا۳۰۰ (به انگلیسی: Sony Ericsson K300) یک مدل از تلفن‌های همراه شرکت سونی اریکسون است که در سال ۲۰۰۵ به بازار آمد.این تلفن همراه در رنگ های آبی نقره ای و خاکستری نقره ای در بازار موجود است.